# Bataille de la Nivelle
Guerre d'indépendance espagnole
Batailles
- San Millan-Osma (06/1813)
- Vitoria (06/1813)
- Tolosa (06/1813)
- Saint-Sébastien (1er) (07/1813)
- Pyrénées (07/1813)
- Maya (07/1813)
- Roncevaux (07/1813)
- Sorauren (07/1813)
- Beunza (07/1813)
- Saint-Sébastien (2e) (08/1813)
- San Marcial (08/1813)
- Bidassoa (10/1813)
- Pampelune (10/1813)
- Nivelle (11/1813)
- Nive (12/1813)

- Garris (02/1814)
- Orthez (02/1814)
- Bayonne (02/1814)
- Toulouse (04/1814)

La bataille de la Nivelle est une bataille qui, pendant la guerre d'indépendance espagnole et la guerre péninsulaire du Portugal, opposa, le 10 novembre 1813, les troupes hispano-anglo-portugaises du maréchal Wellington (80 000 soldats anglais, portugais et espagnols) aux troupes françaises du maréchal Soult (60 000 hommes) dans les actuelles Pyrénées-Atlantiques, près du fleuve la Nivelle.
La bataille se solda par la défaite de l'armée impériale française et permit l'entrée des troupes britanniques sur le territoire français.

## Sources
- (en) Cet article est partiellement ou en totalité issu de l’article de Wikipédia en anglais intitulé « Battle of Nivelle » (voir la liste des auteurs).